# Roger Buangi Puati
Roger Buangi Puati  né le 8 juillet 1957 à Tshela dans la province de kongo central en République démocratique du Congo) est un écrivain , pasteur , et  théologien congolais actuellement résident en Suisse.

## Parcours éducatif
Buangi  Puati Roger, Dès son jeune âge, il développe une passion pour la lecture, notamment pour la poésie. Il commence à écrire quelques poèmes dans ses carnets personnels. Sa première reconnaissance dans le domaine de l'écriture survient lors de sa première année du cycle d'orientation , l'équivalent de la septième année scolaire, lorsque sa dissertation est publiée dans le petit journal de l'école. 
Après avoir obtenu son baccalauréat en mathématiques et physique, il poursuit ses études en audiovisuel et en génie civil. En parallèle  , il s'intéresse à la philatélie et  obtient deux brevets après une formation à l'Agence philatélique du Zaïre. Il enseigne les mathématiques à Kinshasa, puis à Luanda. En 1987, il s'installe en Suisse où il obtient un diplôme d'études commerciales et un master en théologie à l'Université de Genève avec une spécialisation en histoire de la traite négrière.

## Profession
BUANGI PUATI Roger, il mène une double carrière, il  pasteur dans une paroisse Lausannoise de l’Église évangélique réformée du canton de Vaud et  professeur à l’École d’études sociales et pédagogiques de Lausanne et à l'Université populaire africaine à Genève. En tant que Maître de conférence, il a participé à plusieurs colloques internationaux et a publié plusieurs  ouvrages.

## Ouvrages
- Christianisme et Traite des Noirs, éditions Saint-Augustin et Saint-Maurice, 2007, 399 pages[2].
- Mémoires d'esclave, ouvrage collectif, Musée d'ethnographie de Genève, 1997.
- De Kimbangu à Mukwege, une théologie de l’altérité pour la seconde indépendance du Congo, éd. Roger Buangi Puati, 2023.